# 濱海-山區縣
濱海-山區縣（Primorsko-goranska županija）是克羅地亞西部的一個縣，因包括了克瓦內爾灣、克羅地亞北海岸和山區得名。北鄰斯洛文尼亞。面積3,582平方公里，人口323,214（2001年）。首府里耶卡。
下分十四市、二十一鎮。縣議會有42席。